# Klemm Kl 36
Die Klemm Kl 36 war ein ziviles viersitziges Reiseflugzeug mit STOL-Eigenschaften der Leichtflugzeugbau Klemm GmbH.

## Geschichte
Die Klemm Kl36 wurde 1934 von Friedrich Fecher auf Grund einer Ausschreibung des Reichsluftfahrtministeriums (RLM) für ein viersitziges Kabinenflugzeug konzipiert, das die Teilnahmebedingungen des Europa-Rundflugs 1934 als Wettbewerbsflugzeug erfüllen sollte. Entsprechend der Ausschreibung waren im Rahmen des Wettbewerbs mit einem viersitzigen Kabinenflugzeug die STOL-Eigenschaften des Flugzeugs nachzuweisen und ein Geschwindigkeitsrennen über eine Strecke von 1000 km zu absolvieren. Ferner war ein mehrtägiges Leistungsrennen über eine Distanz von 9500 km zu bewältigen, das von Warschau über Südeuropa, Nordafrika und Westeuropa wieder nach Warschau zurückführte. Neben der Firma Klemm beteiligten sich auch die Firma Fieseler mit der Fieseler Fi 97 und die Firma Messerschmitt mit der Messerschmitt Bf 108 an der Ausschreibung. Im Rahmen der Ausschreibung waren von jedem teilnehmenden Unternehmen vier Wettbewerbsflugzeuge für den Europaflug bereitzustellen, von denen je zwei Maschinen mit dem 250 PS starken V8-Motor Hirth HM8U und dem 225 PS starken Sechszylinder-Motor Argus As17a auszurüsten waren.
Für die Ausschreibung entstanden im April 1934 zunächst zwei Prototypen (Kl36AXVII, WNr. 656, D-IJIP, mit Argus As17a und Kl36AXII, WNr. 657, D-IHEK, mit Hirth HM8U). Die beiden Klemm-Kl36-Varianten waren die leistungsstärksten je gebauten Klemm-Flugzeuge. Zusätzlich zu den beiden weiteren Wettbewerbsflugzeugen (Kl36AXVII, WNr. 658, D-IDIR und Kl36AXII, WNr. 659, D-IBAV) entstand 1934 als Reserveflugzeug noch eine fünfte Maschine (WNr.  660, D-IAGO), die später als Vorserienmaschine Kl36-B01 für den Serienbau herangezogen werden sollte. Vermutlich ging diese Maschine während der Erprobung mit Klemm-Pilot Werner Marczinsky verloren und wurde noch 1934 durch eine weitere Maschine, WNr. 720, D-IKYM, ersetzt.
Beim Europa-Rundflug traten in Warschau im August 1934 die vier Prototypen mit den Startnummern 23–26 an, die über die Deutsche Verkehrsfliegerschule (DVS) angemeldet wurden. Allerdings konnte keine der vier teilnehmenden Klemm Kl36 überzeugen. Die deutschen Mitbewerber Fieseler Fi 97 und Messerschmitt Bf 108 erwiesen sich in allen Leistungstests den Klemm Kl36 überlegen. Auch die polnischen und tschechischen Konkurrenten schnitten besser ab. Auch den Streckenrundflug konnte keine der teilnehmenden Klemm Kl36 mit einer Wertung abschließen, nachdem alle Maschinen wegen technischer Probleme notlanden mussten. Lediglich Fritz Morzik konnte mit WNr. 659, D-IBAV, nach dem Wechsel der Benzinpumpe an seinem HM8U-Motor bei Algier erneut starten und den Wettbewerbskurs als einziger Klemm-Kl36-Teilnehmer in Warschau abschließen. Wegen des nicht erlaubten Bauteilwechsels fiel Morzik allerdings aus der Wertung.
Nach dem Wettbewerb überarbeitete Fecher den durch die Wettbewerbsrichtlinien limitierten Kl36-Entwurf für ein künftiges Serienmodell. Dabei stieg das für den Wettbewerb auf 560 kg begrenzte Leergewicht auf 720 kg an. Als Standardmotor sah Fecher den 220 PS starken Hirth-HM-508F-Motor für das Serienmodell vor. Optional konnte auch der Bramo Sh 14A zum Einsatz kommen.
Erst Ende 1935 entstanden die ersten Prototypen der vollständig überarbeiteten Klemm Kl36B, nachdem das RLM im Oktober 1935 den Bau eines Prototyps und weiterer 50 Serienmaschinen der überarbeiteten Kl36B in Auftrag gegeben hatte. Bereits im März 1936 scheint der Auftrag des RLM wieder storniert worden zu sein. Insgesamt wurden nur 7 Klemm Kl36B fertiggestellt und später für die Deutsche Versuchsanstalt für Luftfahrt (DVL) zugelassen. Ein Einzelexemplar war auch für kurze Zeit bei der Luft Hansa im Einsatz. Bei Ausbruch des Zweiten Weltkriegs gingen die verbliebenen Klemm Kl36 als Verbindungsflugzeuge zur Luftwaffe, wo diese aufgebraucht wurden.

## Konstruktion
Das Flugzeug war ein freitragender Tiefdecker in Gemischtbauweise mit geschweißtem Stahlrohrrumpf und starrem Normalfahrwerk. Der Flügel wurde als konventionelle Holzkonstruktion ausgeführt. Er bestand aus einem zentralen Mittelstück und zwei Außenflügeln. Die Serienmaschine Kl 36 B wurde von einem 220 PS leistenden luftgekühlten Achtzylinder-V-Motor Hirth HM 508 F angetrieben.

## Technische Daten

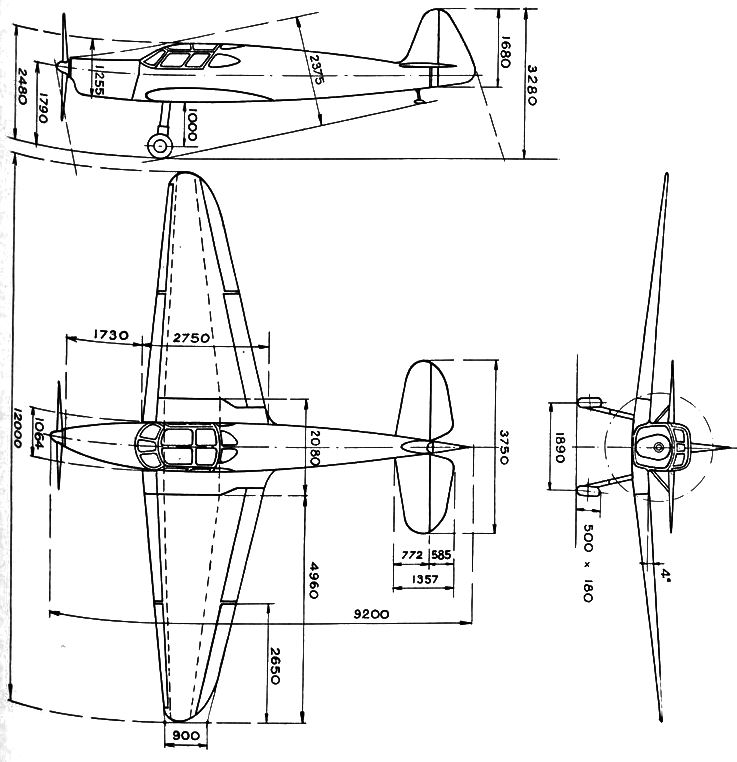
Dreiseitenansicht der Klemm Kl 36

| Kenngröße             | Klemm Kl36A                      | Klemm Kl 36 B                          |
| --------------------- | -------------------------------- | -------------------------------------- |
| Besatzung             | 1                                | 1                                      |
| Passagiere            | 3                                | 3                                      |
| Länge                 | 9,20 m                           | 8,98 m                                 |
| Spannweite            | 11,00 m                          | 11,00 m                                |
| Höhe                  | 2,38 m                           | 2,32 m                                 |
| Flügelfläche          | 19,5 m²                          | 19,5 m²                                |
| Flügelstreckung       | 6,2                              | 6,2                                    |
| Leermasse             | 560 kg                           | 720 kg                                 |
| max. Startmasse       | 1050 kg                          | 1300 kg                                |
| Reisegeschwindigkeit  | 220 km/h                         | 235 km/h                               |
| Höchstgeschwindigkeit | 250 km/h                         | 260 km/h                               |
| Dienstgipfelhöhe      | 5900 m                           | 5000 m                                 |
| Reichweite            |                                  | 880 km                                 |
| Triebwerke            | 1 × Argus As17A, 225 PS (165 kW) | 1 × BMW-Bramo Sh 14 A, 160 PS (118 kW) |